# محوطه پیر کره
محوطه پیر کره مربوط به دوره ساسانیان است و در شهرستان پل‌دختر، بخش مرکزی، دهستان جلوگیر، ۵ کیلومتری شمال روستای دره خزینه واقع شده و این اثر در تاریخ ۲۲ آبان ۱۳۸۶ با شمارهٔ ثبت ۲۰۱۱۴ به‌عنوان یکی از آثار ملی ایران به ثبت رسیده‌است.